# Pietro Forti
Pietro Niccolò Forti (Pescia, 11 aprile 1799 – Pescia, 13 aprile 1854) è stato un vescovo cattolico italiano, 8º della diocesi di Pescia.

## Biografia
Figlio di Anton Cosimo, esponente di una delle più antiche famiglie aristocratiche di Pescia, e della ginevrina Sara "Serine" Simonde de Sismondi, sorella dello storico ed economista liberale di religione protestante Jean Charles Léonard Simonde de Sismondi, ebbe quattro fratelli e tre sorelle, tra i quali il giurista Nob. Francesco Forti, la Nob. Enrichetta Forti Desideri (madre di Carlo Desideri) e la Nob. Marianna Forti Gambarini. Iniziò prestissimo gli studi ecclesiastici presso i padri scolopi di Firenze. Poi, si laureò in legge e in teologia all'Università di Pisa.
Fu ordinato sacerdote nel 1822 dal vescovo Giulio de' Rossi. Divenne presto canonico della cattedrale di Pescia e poi guidò, nella stessa città, la collegiata dei Santi Stefano e Niccolao. Fu vicario generale e vicario capitolare della diocesi di Pescia e la guidò durante i periodi di vacanza della sede episcopale, dopo i trasferimenti dei presuli de' Rossi, Rossi e Menchi. Quest'ultima vacanza durò quasi quattro anni, da ottobre 1843 ad aprile 1847, tanto che si temette per la sopravvivenza della diocesi. Poche settimane prima della nomina ad amministratore diocesano, monsignor Forti indirizzo, a nome proprio e di suo padre Cosimo, una lettera di protesta per il breve di papa Gregorio XVI con il quale veniva condannata la Lettera sulla direzione degli studj, uno scritto giovanile attribuito a suo fratello Francesco, nel frattempo deceduto, in quanto «pesticolo libercolo» mirante a «rovesciare la cattolica religione giusta i principj de' protestanti».
Nel 1847, fu nominato vescovo da papa Pio IX, nel frattempo succeduto a Gregorio XVI, e assegnato alla sede di Pescia che già reggeva. Fu un vescovo molto solerte, scrisse numerose lettere pastorali e si interessò parecchio al seminario. Non trascurò neppure la tutela dei beni artistici, promuovendo il recupero di un trittico quattrocentesco in terracotta attribuito a Luca della Robbia, raffigurante la Madonna con Bambino, san Jacopo e san Biagio, e la sua collocazione nella cappella privata dell'episcopio.
Morì nel 1854 dopo una grave malattia e fu sepolto nella cappella di famiglia, la terza a destra all'interno della cattedrale pesciatina. Nella stessa cappella il vescovo è raffigurato a mezzo busto in una lunetta.

## Genealogia episcopale
La genealogia episcopale è:
- Cardinale Scipione Rebiba
- Cardinale Giulio Antonio Santori
- Cardinale Girolamo Bernerio, O.P.
- Arcivescovo Galeazzo Sanvitale
- Cardinale Ludovico Ludovisi
- Cardinale Luigi Caetani
- Cardinale Ulderico Carpegna
- Cardinale Paluzzo Paluzzi Altieri degli Albertoni
- Papa Benedetto XIII
- Papa Benedetto XIV
- Papa Clemente XIII
- Cardinale Marcantonio Colonna
- Cardinale Giacinto Sigismondo Gerdil, B.
- Cardinale Giulio Maria della Somaglia
- Cardinale Giacinto Placido Zurla, O.S.B.Cam.
- Cardinale Antonio Francesco Orioli, O.F.M.Conv.
- Vescovo Pietro Niccolò Forti